# Wakuteka Take a Chance
Singles de Morning Musume
One, Two, Three / The Matenrō Show
(2012) Help Me!!
(2013)
 Wakuteka Take a Chance  (ワクテカ Take a chance) est le 51e single régulier du groupe de J-pop Morning Musume.

## Présentation
Le single, écrit et produit par Tsunku, sort le 10 octobre 2012 au Japon sur le label zetima, quatre mois après le précédent single du groupe, One, Two, Three / The Matenrō Show. Il atteint la 3e place du classement des ventes de l'oricon. Sakura Oda, sélectionnée comme nouvelle membre du groupe le mois précédent, n'a pas participé à l'enregistrement et ne figure pas en couverture du disque.
Le single sort également dans six éditions limitées, notées "A", "B", "C", "D", "E", et "F", avec des pochettes différentes, un DVD différent en supplément dans trois d'entre elles (A, C, et E), et trois chansons différentes en "face B" interprétées par quelques membres seulement (une en trio sur les éditions A et B, une en duo sur les éditions C et D, et une en quintet sur les éditions E et F). Il ne sort pas cette fois en version "Single V" (DVD contenant le clip vidéo).
La chanson-titre ne figurera sur aucun album original du groupe, mais sera ré-enregistrée sans Reina Tanaka pour figurer sur l'album "best of" The Best! Updated qui sortira un an plus tard, après son départ.

## Formation
Membres du groupe créditées sur le single :
- 6e génération : Sayumi Michishige, Reina Tanaka
- 9e génération : Mizuki Fukumura, Erina Ikuta, Riho Sayashi, Kanon Suzuki
- 10e génération : Haruna Iikubo, Ayumi Ishida, Masaki Satō, Haruka Kudō

## Liste des titres
CD de l'édition régulière
1. Wakuteka Take a Chance  (ワクテカ Take a chance?)
2. Love Innovation (Loveイノベーション?)
3. Wakuteka Take a Chance (instrumental) (ワクテカ Take a chance...?)

CD des éditions limitées A et B
1. Wakuteka Take a Chance  (ワクテカ Take a chance?)
2. Futsû no Shôjo A (普通の少女A?) (par Tanaka, Sato, et Kudo)
3. Wakuteka Take a Chance (instrumental) (ワクテカ Take a chance...?)

DVD de l'édition limitée A
1. Wakuteka Take a Chance (Close-up Ver.) (ワクテカ Take a chance...?)

CD des éditions limitées C et D
1. Wakuteka Take a Chance  (ワクテカ Take a chance?)
2. Daisuki 100 Manten (大好き100万点?) (par Fukumura et Ishida)
3. Wakuteka Take a Chance (instrumental) (ワクテカ Take a chance...?)

DVD de l'édition limitée C
1. Wakuteka Take a Chance (Upper Light Ver.) (ワクテカ Take a chance...?)

CD des éditions limitées E et F
1. Wakuteka Take a Chance  (ワクテカ Take a chance?)
2. Shinnen Dake wa Tsuranukitôse! (信念だけは貫き通せ!?) (par Michishige, Ikuta, Sayashi, Suzuki, et Iikubo)
3. Wakuteka Take a Chance (instrumental) (ワクテカ Take a chance...?)

DVD de l'édition limitée E
1. Wakuteka Take a Chance (Close-up Morning Musume Ver.) (ワクテカ Take a chance (Close-up モーニング娘。 Ver)?)